# 北村豊晴
北村 豊晴（きたむら とよはる、1974年5月18日 - ）は、台湾で俳優や映画監督、飲食店経営者として活躍している滋賀県甲賀市出身の日本人。元落語家。

## 来歴
調理師の両親の元に、滋賀県甲賀市水口町で生まれる。学生の頃まで野球漬けの日々を送るが、高校卒業後に、俳優を目指して大阪に移り、劇団に所属して俳優や裏方を経験するほか、笑福亭福笑に弟子入りし落語家「笑福亭はてな」として1年ほど活動。
その後、活躍の場をアジアに求めるために北京に1年間語学留学で滞在した後、1997年に台湾に移り、国立台湾芸術大学の映画学科に入って映画制作を学び、卒業後の2004年からは台湾で俳優活動を開始した。以後、数多くの作品に出演している。
現地のドラマで日本人役として出演する機会も多く、映画出演も多い。2010年には、周渝民・加藤侑紀共演の映画『一万年愛してる』で、念願の映画監督としてのデビューを果たした。
2010年3月22日、台北市に小料理店北村家を開店。
2012年9月、桂春蝶台湾公演の舞台を担当。
2014年より台湾で放送開始された、長澤まさみ主演の台湾テレビドラマ『ショコラ』の監督を務めており、俳優としても出演している。

## 出演作品

### テレビドラマ
- 愛情合約〜Love Contract〜（2004年、TVBS）
- イタズラなKiss 〜惡作劇之吻〜 （2005年、中視）
- イタズラなKissII 〜惡作劇2吻〜（2007年、中視）
- 幸福的抉擇（2008年、TVBS、台視）
- 你是春風我是雨（2012年、公視、八大電視）
- シンデレラの法則～The Queen of SOP～（原題：勝女的代價）（2012年、湖南衛視、民視）
- 小站 （2012年、壹電視）
- ショコラ (テレビドラマ台湾版)（原題：流氓蛋糕店） （2013年、台視、八大）

### 映画
- 春の雪（2005年）
- 幻遊伝（2006年）
- 海角七号 君想う、国境の南（2008年）
- ミャオミャオ（2008年）
- 一個夜晚（2010年）※日本未公開
- 女孩壞壞（2012年）※日本未公開
- 西門町（2012年）※日本未公開
- Together（原題：甜·祕密）（2012年）
- 變身（2013年）※日本未公開
- おばあちゃんの夢中恋人（原題：阿嬤的夢中情人）（2013年）
- サシミ（原題：沙西米）（2015年）
- 樓下的房客（2016年）※日本未公開
- 青春18×2 君へと続く道（2024）

## 監督作品

### 映画
- 一万年愛してる（原題：愛你一萬年）（2010年）
- おばあちゃんの夢中恋人（原題：阿嬤的夢中情人）（2013年）
- 台北発メトロシリーズ～忠孝復興駅～ 振り向いたらそこに（原題：奉子不成婚）（2016年）

### テレビドラマ
- ショコラ（2013年）
- ホーム・スイート・ホーム（原題：我是顧家男）（2018年）
- 戒指流浪記（2020年）